# Bychawa (gemeente)
De gemeente Bychawa is een stad- en landgemeente in het Poolse woiwodschap Lublin, in powiat Lubelski.
De zetel van de gemeente is in Bychawa.
Op 30 juni 2004 telde de gemeente 12 400 inwoners.

## Oppervlakte gegevens
In 2002 bedroeg de totale oppervlakte van gemeente Bychawa 146,19 km², waarvan:
- agrarisch gebied: 85%
- bossen: 8%

De gemeente beslaat 8,7% van de totale oppervlakte van de powiat.

## Demografie
Stand op 30 juni 2004:
| Omschrijving                   | Totaal | Totaal | Vrouwen | Vrouwen | Mannen | Mannen |
| ------------------------------ | ------ | ------ | ------- | ------- | ------ | ------ |
| eenheid                        | aantal | %      | aantal  | %       | aantal | %      |
| inwoners                       | 12 400 | 100    | 6354    | 51,2    | 6046   | 48,8   |
| bevolkingsdichtheid (inw./km²) | 84,8   | 84,8   | 43,5    | 43,5    | 41,4   | 41,4   |

In 2002 bedroeg het gemiddelde inkomen per inwoner 1133,93 zł.

## Administratieve plaatsen (sołectwo)
Bychawka Druga, Bychawka Druga-Kolonia, Bychawka Pierwsza, Bychawka Trzecia, Bychawka Trzecia-Kolonia, Gałęzów, Gałęzów-Kolonia Druga, Gałęzów-Kolonia Pierwsza, Grodzany, Józwów, Kosarzew Dolny-Kolonia, Kowersk, Leśniczówka, Łęczyca, Marysin, Olszowiec, Olszowiec-Kolonia, Osowa, Osowa-Kolonia, Podzamcze, Romanów, Skawinek, Stara Wieś Druga, Stara Wieś Pierwsza, Stara Wieś Trzecia, Urszulin, Wandzin, Wincentówek, Wola Duża, Wola Duża-Kolonia, Wola Gałęzowska, Wola Gałęzowska-Kolonia, Zadębie, Zaraszów, Zaraszów-Kolonia, Zdrapy.

## Aangrenzende gemeenten
Jabłonna, Krzczonów, Strzyżewice, Wysokie, Zakrzew, Zakrzówek